# Boots (Nancy Sinatra)
| Recensione | Giudizio          |
| ---------- | ----------------- |
| AllMusic   |                   |
| Ondarock   | Disco consigliato |

Boots è il primo album in studio della cantante e attrice statunitense Nancy Sinatra, pubblicato dalla Reprise Records nel marzo del 1966.

## Tracce

### LP (1966, Reprise Records, R 6202/RS 6202)
Lato A (10,529)
1. As Tears Go By – 2:50 (Mick Jagger, Keith Richards, Andrew Loog Oldham) – Registrato, circa novembre 1965 a Hollywood, California
2. Day Tripper – 3:01 (John Lennon, Paul McCartney) – Registrato, circa novembre 1965 a Hollywood, California
3. I Move Around – 2:46 (Lee Hazlewood) – Registrato, circa novembre 1965 a Hollywood, California
4. It Ain't Me Babe – 1:55 (Bob Dylan) – Registrato, circa novembre 1965 a Hollywood, California
5. These Boots Are Made for Walkin' – 2:40 (Lee Hazlewood) – Registrato, circa novembre 1965 a Hollywood, California

Durata totale: 13:12
Lato B (10,530)
1. In My Room – 2:35 (Paul Vance, Lee Pockriss) – Registrato, circa novembre 1965 a Hollywood, California
2. Lies – 2:46 (Buddy Randell, Beau Charles) – Registrato, circa novembre 1965 a Hollywood, California
3. So Long, Babe – 3:04 (Lee Hazlewood) – Registrato nel 1965 a Hollywood, California
4. Flowers on the Wall – 2:37 (Lewis DeWitt) – Registrato, circa novembre 1965 a Hollywood, California
5. If He'd Love Me – 2:45 (Miriam Eddy) – Registrato nel 1965 a Hollywood, California
6. Run for Your Life – 2:25 (John Lennon, Paul McCartney) – Registrato, circa novembre 1965 a Hollywood, California

Durata totale: 16:12

### CD (1995, Sundazed Records, SC 6052)
1. As Tears Go By – 2:50 (Mick Jagger, Keith Richards, Andrew Loog Oldham)
2. Day Tripper – 3:01 (John Lennon, Paul McCartney)
3. I Move Around – 2:47 (Lee Hazlewood)
4. It Ain't Me Babe – 2:00 (Bob Dylan)
5. These Boots Are Made for Walkin' – 2:42 (Lee Hazlewood)
6. In My Room – 2:37 (Paul Vance, Lee Pockriss)
7. Lies – 2:45 (Buddy Randell, Beau Charles)
8. So Long, Babe – 3:04 (Lee Hazlewood)
9. Flowers on the Wall – 2:37 (Lewis DeWitt)
10. If He'd Love Me – 2:45 (Miriam Eddy)
11. Run for Your Life – 2:39 (John Lennon, Paul McCartney)
12. The City Never Sleeps at Night (Traccia bonus - Singolo Reprise #0432) – 2:50 (Lee Hazewood) – Registrato (circa) novembre 1965 a Hollywood, California
13. Leave My Dog Alone (Traccia bonus - Singolo Reprise #0514) – 2:09 (Lee Hazewood) – Registrato nell'agosto 1966 a Hollywood, California
14. In Our Time (Traccia bonus - Singolo Reprise #0514) – 2:36 (Lee Hazewood) – Registrato nell'agosto 1966 a Hollywood, California
15. These Boots Are Made for Walkin' (Traccia bonus - Singolo Reprise #0432) – 2:43 – Registrato (circa) novembre 1965 a Hollywood, California

Durata totale: 40:05

### CD (2021, Light in the Attic, LITA 197)
1. As Tears Go By – 2:54 (Mick Jagger, Keith Richards, Andrew Loog Oldham)
2. Day Tripper – 3:04 (John Lennon, Paul McCartney)
3. I Move Around – 2:52 (Lee Hazlewood)
4. It Ain't Me Babe – 2:05 (Bob Dylan)
5. These Boots Are Made for Walkin' – 2:48 (Lee Hazlewood)
6. In My Room – 2:42 (Paul Vance, Lee Pockriss)
7. Lies – 2:50 (Buddy Randell, Beau Charles)
8. So Long, Babe – 3:09 (Lee Hazlewood)
9. Flowers on the Wall – 2:41 (Lewis DeWitt)
10. If He'd Love Me – 2:48 (Miriam Eddy)
11. Run for Your Life – 2:45 (John Lennon, Paul McCartney)
12. The City Never Sleeps (Traccia bonus) – 2:56 (Lee Hazlewood) – Registrato (circa) novembre 1965 a Hollywood, California
13. For Some (Traccia bonus) – 2:25 (Bennie Benjamin, Sol Marcus) – Registrato (circa) novembre 1965 a Hollywood, California

Durata totale: 35:59

## Musicisti
- Nancy Sinatra – voce solista
- Billy Strange – chitarra, arrangiamenti, direttore d'orchestra
- William Miller – chitarra
- Mike Deasy – chitarra
- Bill Pitman – chitarra
- Don Lanier – chitarra
- Lou Morell – chitarra
- Al Casey – chitarra
- Don Randi – tastiere
- Richard Perissi – corno francese
- Plas Johnson – sassofono
- Lew McCreary – trombone
- Ollie Mitchell – tromba
- Roy Caton – tromba
- Nick Bonney – basso
- Don Frost – basso
- Chuck Berghofer – basso
- Eddie Brackett – batteria
- Jim Gordon – batteria
- Emil Richards – percussioni[5]

### Produzione
- Lee Hazlewood – produzione
- Registrazioni effettuate nel novembre del 1965 al Western Recorders di Hollywood, California
- Eddie Brackett – ingegnere delle registrazioni
- Ed Thrasher – grafica e foto copertina album originale
- Stan Cornyn – note retrocopertina album originale[6]

## Classifica
Album
| Anno | Classifica              | Posizione raggiunta |
| ---- | ----------------------- | ------------------- |
| 1966 | Billboard 200           | 5                   |
| 1966 | Official Albums Chart   | 12                  |
| 1966 | Hit parade Italia Album | 12                  |

Singoli
| Anno | Titolo del brano                 | Classifica               | Posizione raggiunta |
| ---- | -------------------------------- | ------------------------ | ------------------- |
| 1965 | So Long, Babe                    | Hot 100                  | 86                  |
| 1966 | These Boots Are Made for Walkin' | Hot 100                  | 1                   |
| 1966 | These Boots Are Made for Walkin' | Official Singles Chart   | 1                   |
| 1966 | These Boots Are Made for Walkin' | Top Annuale Singoli 1966 | 3                   |